# Mazie Hirono
Mazie Hirono   (Kōri, 3 de novembre de 1947) Mazie Keiko Hirono, és una política dels Estats Units. Actualment representa a l'estat de Hawaii al Senat d'aquest país.
Està afiliada al Partit Demòcrata. De 2007 a 2013 també va ser representant pel 2.º districte congresional de Hawaii en la Cambra de Representants dels Estats Units. De 1994 a 2002 va ser subgovernanta de Hawaii i de 1981 a 1994 va ser membre de la Cambra de Representants de Hawaii.